# Michael Hintze
Pour les articles homonymes, voir Hintze.
Michael Hintze, baron Hintze (né le 27 juillet 1953) est un homme d'affaires et philanthrope australo-britannique, basé au Royaume-Uni.
Selon la liste du Sunday Times 2019, la situation nette de Hintze est de 1,5 milliard GB£.

## Jeunesse
Après que ses grands-parents aient fui la Russie après la révolution bolchevique de 1917, il est né dans la ville chinoise de Harbin. Après que Mao Zedong et le Parti communiste chinois aient pris le pouvoir, ses parents partent pour l'Australie.
Élevé par sa mère à Sydney, il fait ses études au St Leo's College de Wahroonga. Il étudie ensuite à l'Université de Sydney où il obtient un BSc en physique en 1975 et un BE en ingénierie en 1977, résidant au St John's College et travaillant comme tuteur au Sancta Sophia College. Il est également titulaire d'une maîtrise en acoustique de l'Université de Nouvelle-Galles du Sud, d'un MBA de la Harvard Business School, d'un doctorat honorifique en commerce de l'Université de Nouvelle-Galles du Sud et d'un DEng (honoris causa) de l'Université de Sydney.
À la fin de ses études, il rejoint l'armée australienne pendant trois ans, atteignant le grade de capitaine. Par la suite, il travaille comme ingénieur en conception électrique pour Civil and Civic Pty Ltd. en Australie.

## Carrière
Déménageant à New York pour se former aux services financiers, il travaille pour Salomon Brothers en tant que trader sur titres à revenu fixe et au Credit Suisse First Boston. S'installant à Londres avec eux, il rejoint ensuite Goldman Sachs, où il termine comme co-responsable du UK Shares Product. Il quitte l'entreprise en 1995.
En 1999, il lance sa propre société de gestion d'actifs CQS . Hintze est classé n ° 5 sur la liste FN100 des plus influents de Financial News dans la catégorie des fonds spéculatifs. CQS Asset Management, qui est décrit comme "l'un des principaux acteurs mondiaux du marché du crédit"  a des actifs sous gestion déclarés à 11 $ milliards.
CQS Directional Opportunities Fund, qui est géré par Hintze, est classé n°3 sur la liste Bloomberg des 100 grands hedge funds les plus performants en 2012. En 2013, le CQS de Hintze reçoit des prix pour le "Meilleur gestionnaire de fonds spéculatifs dans l'ensemble", "Meilleur gestionnaire de fonds spéculatifs en crédit" et "Meilleur gestionnaire de fonds multi-hedge" aux Financial News Awards .
Hintze est sollicité pour siéger à un certain nombre de conseils d'administration et de commissions gouvernementales. Il est nommé par le Trésor australien pour siéger au sein d'un comité consultatif international de quatre personnes chargé de soutenir l'enquête sur les systèmes financiers (FSI), qui se concentre sur les questions ayant un impact sur l'économie australienne telles que le changement technologique, la compétitivité mondiale de l'Australie et les cadres réglementaires offshore.
Hintze est nommé par le pape François au conseil d'administration de la Banque du Vatican (officiellement connue sous le nom d'Institut pour les œuvres de religion). Selon ValueWalk, "l'apport de Hintze est considéré comme un avantage significatif pour le Vatican" en raison du fait qu'il est "un gestionnaire sensé avec une connaissance approfondie d'un large éventail de questions financières internationales".
Au Royaume-Uni, Hintze est également nommé pour participer à l'examen des marchés équitables et efficaces, un examen conjoint du Trésor, de la Banque d'Angleterre et de la Financial Conduct Authority (FCA) axé sur l'amélioration des normes de conduite dans le système financier. Il siège également au comité des finances et de la vérification du duché de Cornouailles.
En 2007, Hintze créé MH Premium Farms (MHPF), un groupe d'entreprises agricoles basées principalement en Australie. MHPF possède plus de vingt propriétés dans l'est de l'Australie, couvrant une superficie totale de plus de 70 000 hectares (172 973,7667 acre).

## Philanthropie
Avec sa femme Dorothy, Hintze crée la Hintze Family Charitable Foundation. Dans le domaine de la culture et des arts, il finance la restauration des fresques de Michel-Ange dans la chapelle Pauline au Vatican et en 2014 fait un don de 5 millions de livres sterling au Musée d'histoire naturelle de Londres. La donation au Muséum d'histoire naturelle  est la plus importante donation reçue par le musée en 133 ans (c'est-à-dire depuis 1881, date à laquelle le Muséum a ouvert ses portes au public pour la première fois). La salle centrale du musée a depuis été rebaptisée Hintze Hall.
Il finance aussi la rénovation des galeries de sculptures du V&A, nommées les galeries Dorothy et Michael Hintze avec le parrainage d'une exposition emblématique des tapisseries de Raphaël de la chapelle Sixtine au V&A, et un don de 2 millions de livres à la National Gallery.
Le don à la National Gallery est utilisé en partie pour financer la rénovation, notamment l'installation de nouvelles technologies pour réduire les coûts de fonctionnement et l'empreinte carbone de la galerie. Un soutien est également apporté au British Museum et à la National Portrait Gallery. La Fondation caritative de la famille Hintze est également répertoriée comme donateur bienfaiteur à vie du Royal National Theatre. Par l'intermédiaire de CQS et de la Hintze Family Charitable Foundation, il finance la création d'un «théâtre en rond» à l'Old Vic à Londres, entre autres soutiens importants. Il est également venu en aide au Wandsworth Museum, qui faisait face à une fermeture imminente avec un programme de sauvetage de 2 millions de livres sterling.
Hintze soutient également une rénovation majeure du Musée australien. Connu sous le nom de Project Discover, le réaménagement crée de nouvelles zones d'exposition et des espaces éducatifs élargis. Michael aurait eu un lien fort avec l'institution depuis qu'il était un enfant qui grandissait à Sydney, affirmant que cela « m'avait inculqué une curiosité intellectuelle » et qu'il s'agissait d'une « institution vitale, approfondissant la compréhension de chacun de l'histoire de la nation à travers l'objectif. de la culture et de la science.
Dans le domaine de la santé, il copréside la campagne de Clapham's Trinity Hospice pour un nouveau centre d'hospitalisation qui est maintenant terminé. Hintze fait un don d'un million de dollars au Centre Charles Perkins de l'Université de Sydney, qui se concentre sur la transformation de la recherche médicale en traitements viables. Il apporte également son soutien à l'hôpital pour enfants Evelina.
Il soutient les forces armées par des dons à la Royal Navy & Royal Marines Charity, notamment pour le soutien aux personnels en service et leurs familles et la construction de l'un des centres les plus avancés de réhabilitation des militaires blessés au monde.
Dans le domaine de l'éducation, parmi les dons majeurs, il crée la chaire de sécurité internationale à l'Université de Sydney  et soutient le Centre d'études astrophysiques de l'Université d'Oxford où la conférence annuelle Hintze est établie.
Il finance la construction d'une aile résidentielle au St. John's College de l'Université de Sydney, qui est nommée Hintze Building. Hintze fait également don d'un million de dollars à l'Université de Nouvelle-Galles du Sud (UNSW) pour un nouvel amphithéâtre. Le don est fait en l'honneur de son père, Michael Hintze senior, qui est également un ancien élève de l'UNSW. Des dons sont également faits à l'Université de Harvard  (10 millions de dollars) et à l'Université de Princeton, où une chaire de professeur d'art est créée au nom de jeune fille de sa femme (Dorothy Krauklis).
Hintze est actuellement administrateur de l'Institute of Economic Affairs de l'University of Sydney Trust, membre du Harvard Business School Board of Dean's Advisors et vice-président principal de la Royal Navy & Royal Marines Charity. Il était auparavant président de la Prince's Foundation for Building Community.
Il est également un important donateur du parti conservateur britannique.

## Honneurs
En 2005, Hintze est nommé Chevalier Commandeur de l'Ordre Papal de Saint-Grégoire (KCSG) par le pape Benoît XVI et est ensuite élevé au rang de Chevalier Grand-Croix du même Ordre (GCSG).
En janvier 2013, Hintze est nommé membre de l'Ordre d'Australie (AM) pour son "service important à la communauté par le biais de contributions philanthropiques à des organisations soutenant les arts, la santé et l'éducation".
Il est fait chevalier dans les honneurs d'anniversaire du Royaume-Uni en 2013 pour ses services aux arts . Il reçoit sa distinction le 23 octobre 2013 par le prince de Galles au palais de Buckingham.
Le 14 octobre 2022, dans le cadre des distinctions spéciales 2022, Hintze est nommé pair à vie  et le 3 novembre 2022, il est créé baron Hintze, de Dunster dans le comté de Somerset.